# هارولد بورنشتاين
هارولد بورنشتاين (26 مارس 1947 - 8 يناير 2021) هو طبيب أمريكي متخصص بأمراض الجهاز الهضمي. جاءت شهرته كونه الطبيب الشخصي للرئيس الأمريكي دونالد ترامب من عام 1980 حتى أوائل عام 2018.

## سيرته
ولد هارولد نيلسون بورنستين في 3 مارس 1947 في مدينة نيويورك، والده جاكوب وهو طبيب. حصل بورنشتاين على درجة الماجستير في الطب من جامعة تافتس عام 1975، وعلى مزاولة مهنة الطب في ولاية نيويورك عام 1976. تم اعتماده من قبل البورد الأمريكي للطب الباطني كأخصائي عام 1978، وأمراض الجهاز الهضمي 1983، انضم إلى عيادة والده وكان ضمن طاقم العمل في مستشفى لينوكس هيل. كان بورنشتاين يهوديًا وعاش في سكارسديل، نيويورك.
توفي بورنشتاين في 8 يناير 2021.

## الطبيب الشخصي لترامب
في ديسمبر 2015، طلب ترامب من بورنستين إصدار تقرير طبي كامل عن صحته رداً على الأسئلة التي كان يتلقاها. بعد يومين، وقع بورنستين على رسالة مليئة بصيغ التفضيل، قائلًا إن "النتائج المخبرية لترامب ممتازة بشكل مذهل" وأن ترامب "سيكون الشخص الأكثر صحة الذي تم إنتخابه للرئاسة على الإطلاق". في أغسطس 2016، ذكر بورنستين أنه كتب الرسالة في خمس دقائق بينما كانت سيارة ليموزين ترامب تنتظرها. لكنه أكد مجدداً أن صحة ترامب ممتازة، خصوصا صحته العقلية.
في مايو 2018، قال بورنشتاين في مقابلة مع شبكة سي إن إن، إن ترامب أملى عليه نص الرسالة عبر الهاتف، ثم أرسل سيارة لاستلامها. في حديثه إلى صحيفة نيويورك تايمز في فبراير 2017، كشف بورنشتاين أنه تمت دعوته وحضر حفل تنصيب الرئيس ترامب مع زوجته ميليسا.
في 1 مايو 2018، قال بورنشتاين لشبكة إن بي سي نيوز إن ثلاثة من ممثلي ترامب داهموا مكتبه في 3 فبراير 2017، وأخذوا جميع السجلات الطبية لترامب، وحدد هوية اثنين من الرجال، وهما الحارس الشخصي لترامب كيث شيلر، وكبير المسؤولين القانونيين في منظمة ترامب، آلان جارتن.